# Pierre Navarre
Pour les articles homonymes, voir Navarre (homonymie).
Pierre Navarre, né le 8 août 1895 à Jouy-sur-Morin (Seine-et-Marne) et mort pour la France le 15 novembre 1916 à Ermenonville (Oise), est un aviateur français.

## Biographie

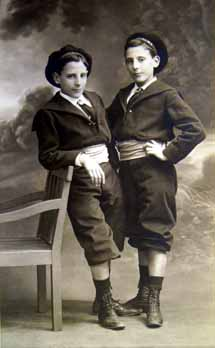
Les frères jumeaux Navarre en 1905.

Pierre Navarre et son frère jumeau Jean Navarre (1895-1919) naissent dans une famille de onze enfants, ils sont les premiers enfants d'André Navarre (1868-1942), ingénieur, industriel papetier et de Jeanne de Coëscon (1875-1949), musicienne.
Inséparable de son frère jumeau, Pierre Navarre a la même jeunesse difficile et se fait renvoyer de différents collèges, puis il s'assagit et intègre l'École Centrale de Paris mais ses études sont interrompues de la Première Guerre mondiale.
Au début de la guerre, Pierre Navarre est d'abord officier puis engagé volontaire au 6e régiment du génie en décembre 1915. Il devient ensuite aspirant, grade qu'il garde en tant que pilote aviateur.
Il est titulaire de deux citations lors de son passage dans le Génie :
« Navarre Pierre, sapeur, se trouvant à proximité d'une maison que l'explosion d'un obus venait de faire écrouler, s'est malgré le bombardement, porté au secours des blessés restés sous les décombres » (26 janvier 1915).
« Navarre Pierre, aspirant : bravoure remarquable, plein d'entrain, a guidé au cours des derniers combats, par son exemple et par ses conseils, les détachements d'infanterie privés de leurs chefs, pour l'organisation de positions conquises » (14 mai 1915).
Pierre Navarre est ensuite pilote de chasse sur le Nieuport 11 (dit « bébé ») à l'escadrille N 69.
Au cours d'un combat aérien, du côté de Verdun le 8 mars 1916, il contraint un avion ennemi à l'atterrissage. Il est vainqueur, mais reçoit trois balles dans le bras. Pierre Navarre est évacué sur l'hôpital de Bar-le-Duc. Cela lui vaut l'obtention de la médaille militaire et les citations suivantes :
« Le 8 mars 1916, a attaqué successivement à bout portant deux avions ennemis et a forcé le premier à atterrir précipitamment : au cours du second combat, a reçu trois blessures graves ».
« Navarre Pierre, aspirant, escadrille N 69 a fait la première partie de la campagne dans le Génie où son courage et son entrain lui ont valu deux citations à l'ordre du jour. Fait preuve dans l'Aviation d'une audace [et] d'une activité admirables ».
Le 15 novembre 1916, alors qu'il est muté à l'escadrille N 67 où il aurait rejoint son frère Jean Navarre, il se tue par accident au cours d'un exercice aérien au Plessis-Belleville.
Il est inhumé au cimetière de Tartas (Landes).

## Décorations

### Décorations françaises
- Médaille militaire (mars 1916)
- Croix de guerre 1914-1918 (3 citations)